# Кендрик (Оклахома)
Кендрик (енгл. Kendrick) град је у америчкој савезној држави Оклахома.

## Демографија
По попису из 2010. године број становника је 139, што је 1 (0,7%) становника више него 2000. године.
| Група             | 2000.       | 2010.       |
| Белци             | 103 (74,6%) | 119 (85,6%) |
| Афроамериканци    | 4 (2,9%)    | 1 (0,7%)    |
| Азијати           | 0 (0,0%)    | 0 (0,0%)    |
| Хиспаноамериканци | 5 (3,6%)    | 1 (0,7%)    |
| Укупно            | 138         | 139         |